# Вуглезбагачення (галузь вугільного виробництва)
Вуглезбагачення (рос. углеобогащение, англ. coal preparation, нім. Kohlenaufbereitung f) — галузь вугільного виробництва, яка здійснює механічну переробку вугілля викопного в концентрати для коксування, теплоенергетичних, побутових потреб та технологічних виробництв.
Вуглезбагачення — крупна підгалузь вугільної промисловості. Сучасні вуглезбагачувальні фабрики — потужні повністю механізовані підприємства з частковою або повною автоматизацією окремих технологічних процесів і операцій, оснащені передовою технологією і високопродуктивним обладнанням. Основний напрямок технічного прогресу в вуглезбагаченні, який забезпечує підвищення технологічних і техніко-економічних показників, — це концентрація виробництва в результаті будівництва нових великих фабрик, реконструкції і технічного переоб-ладнання чинних підприємств на основі передової технології і нової техніки.
На вуглезбагачувальних фабриках застосовуються високоефективні методи збагачення: важкосередовищна сепарація, відсадка і флотація. У великих масштабах освоєна технологія збагачення у важкосередовищних гідроциклонах. Постійно зростає роль флотації вугілля, яка дозволяє вирішити дві важливі задачі — припинення випуску енергетичного шламу на фабриках, що переробляють коксівне вугілля, і переведення фабрик на раціональні схеми обробки шламових вод з повністю замкненим водно-шламовим циклом. Усе частіше застосовується технологія збагачення енергетичного вугілля дрібних класів.
Збагачення вугілля в останні роки спрямовано на вирішення задач комплексного використання їхньої органічної і мінеральної складових. Особливого значення набуває розширення галузі застосування вугілля для виробництва газів, рідких палив та інших технологічних потреб, зокрема для виготовлення електродів і вуглецевих блоків, які застосовуються як відновники при електротермічних процесах виробництва кольорових металів, агломерації залізних руд та ін. Визначаються технічні можливості широкого використання мінеральної складової вугілля в глиноземному виробництві й виробництві будівельних матеріалів.
Велика роль приділяється розробці й освоєнню високопродуктивного обладнання, без якого неможливо створити потужні й ефективні збагачувальні фабрики. Окремі види вітчизняного обладнання не мають аналогів за кордоном, наприклад, крутопохилі сепаратори типу КНС для збагачення розубоженої гірничої маси, апарат для кондиціонування флотаційної пульпи АКП-1600, відсаджувально-фільтрувальна центрифуга НОГШ-1320Ф, трипродуктові гідроциклони.
Темпи розвитку збагачення вугілля повинні випереджати темпи збільшення його видобутку, що обумовлює необхідність подальшого удосконалення техніки і технології збагачення вугілля, особливо в галузі комплексного і раціонального використання органічної та мінеральної складової вугілля.